# Croton crustulifer
Espèce
Classification APG III (2009)
Croton crustulifer est une espèce de plantes à fleurs du genre Croton et de la famille des Euphorbiaceae, présente au Brésil (Minas Gerais).